# Grandrû
Grandrû est une commune française située dans le département de l'Oise en région Hauts-de-France.

## Géographie

### Localisation
Grandrû est un village du Noyonnais dans l'Oise, limitrophe du département de l'Aisne, situé à 7 km à vol d'oiseau au nord-est de Noyon, à 10 km à l'ouest de Chauny, 30 km au nord-ouest de Soissons, 28 km au nord-est de Compiègne et 23 km au sud-est de Roye (Somme)
Grandrû, aisément accessible par l'ancienne route nationale 32 (actuelle RD 932)  et la RD 1032, est traversé par le sentier de grande randonnée de pays GRP du Tour du Noyonnais.
Louis Graves indiquait au milieu du XIXe siècle que « Le territoire, à périmètre obscurément rectangulaire, ayant un angle au sud, un saillant aigu vers l'ouest entre Béhéricourt et Crisolle, comprend une partie de la chaîne boisée qui sépare les cours de la Verse et de l'Oise, et descend au midi vers cette rivière. Le ruisseau dit le Grand Ru forme en partie la limite avec Behéricourt, -et traverse ensuite le chef-lieu, qui est assis au pied des coteaux.
Ce village comprend cent soixante maisons autrefois divisées en plusieurs groupes, ne constituant aujourd'hui au moyen de constructions intermédiaires, qu'une seule agglomération ».

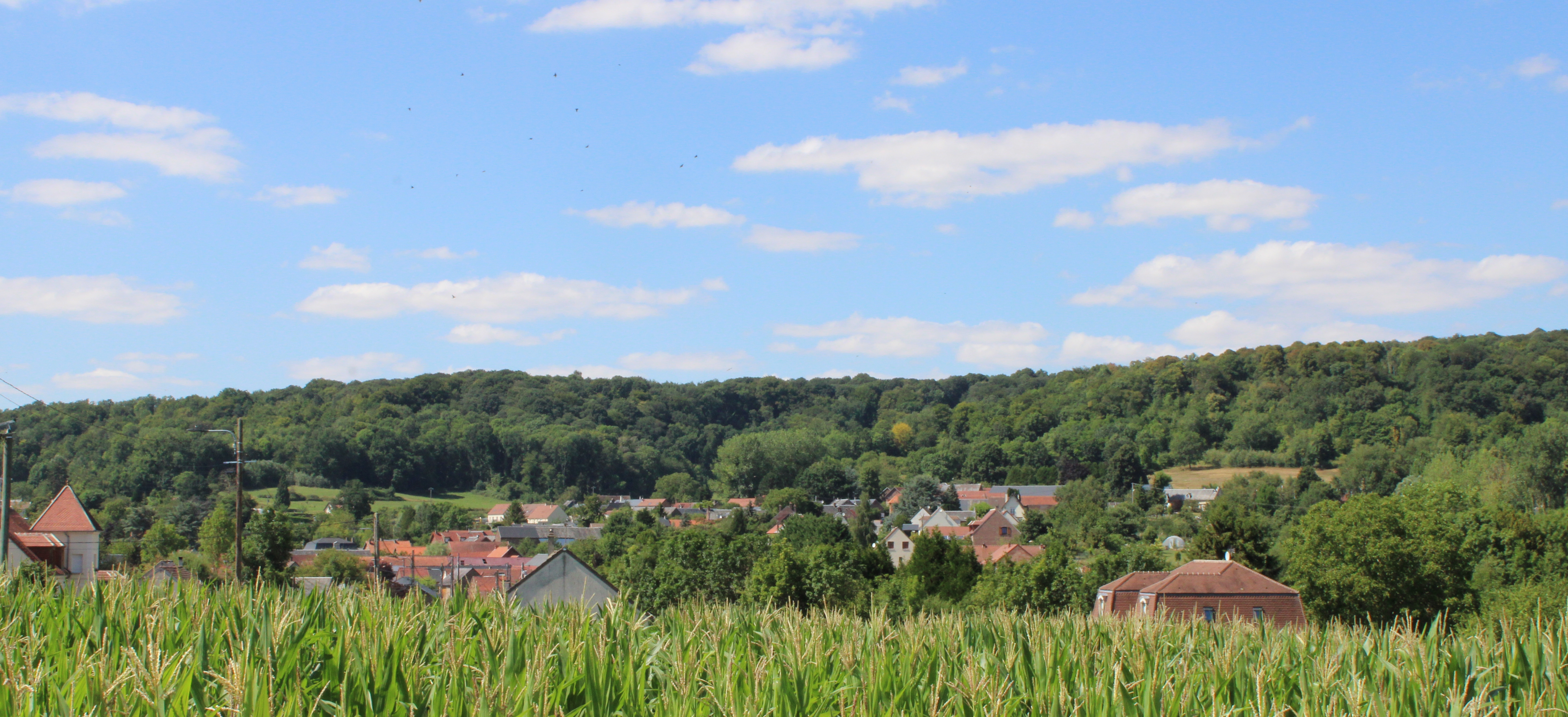
Panorama du village blotti au pied du Bois d'Autrecourt.

### Communes limitrophes
Les communes limitrophes sont  Babœuf, Béhéricourt, Caillouël-Crépigny, Crisolles, Maucourt, Mondescourt et Quesmy.

### Géologie et relief
Le village est situé au pied de la montagne de Grandru qui culmine à 187 m. Il existe un fort dénivelé entre le haut (95 m) et le bas du village (69 m).

### Hydrographie

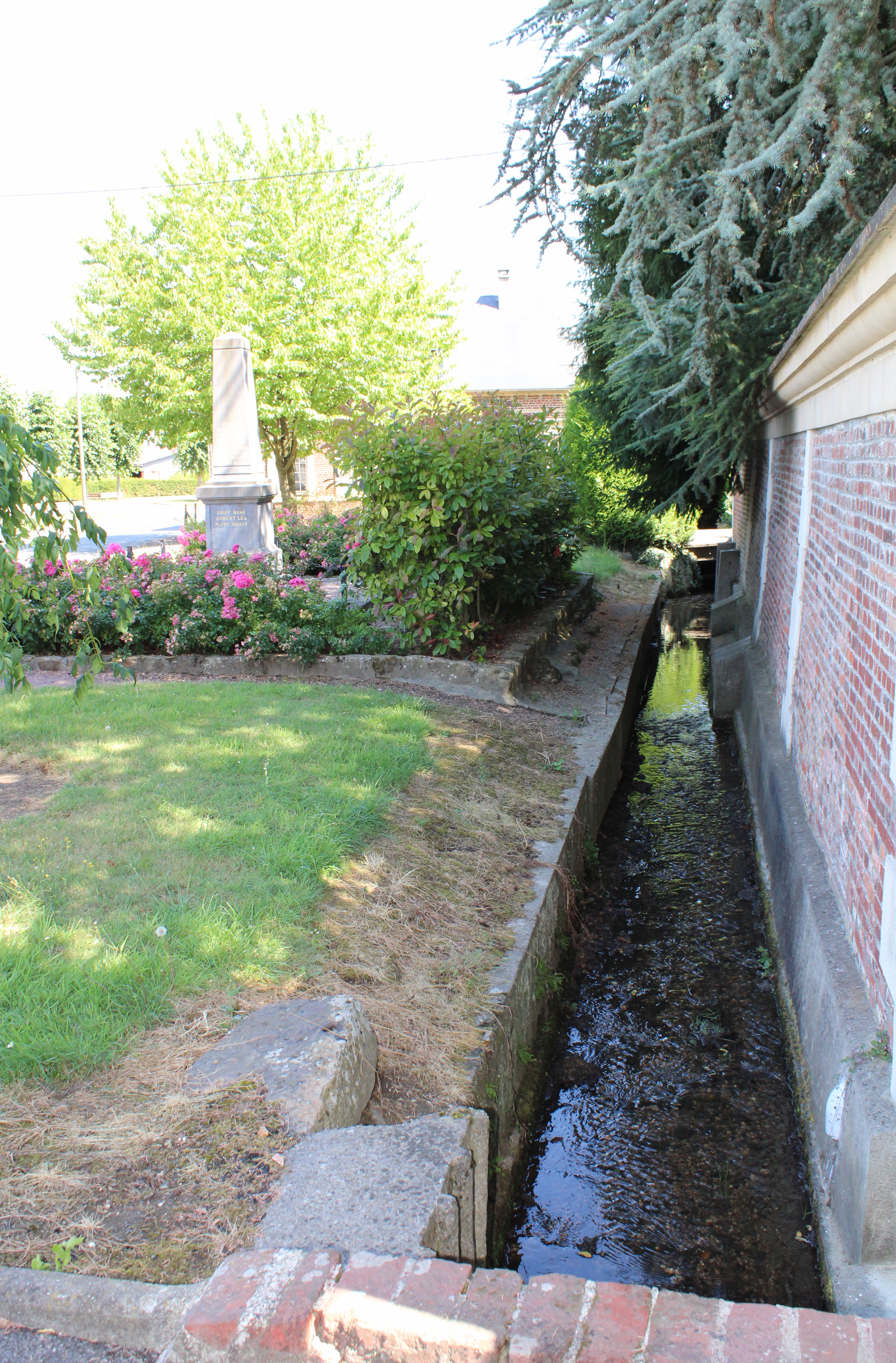
Le ruisseau Le Grand Ru qui a donné son nom au village.

Le village doit son nom au ruisseau le Grand Ru qui le traverse.
« Ce cours d'eau prend naissance dans le marais de la Rouille ; il reçoit la source du Rosoy, fontaine ferrée, et grossi de divers affluents, il se jette dans l'Oise, par la rive droite, près de Brétigny. ».

#### Réseau hydrographique
La commune est située dans le bassin Seine-Normandie. Elle est drainée par le cours d'eau 01 de la commune de Grandru, le Grand Ru, le ru de Rosoy, le ru d'Héronval et un autre petit cours d'eau,.

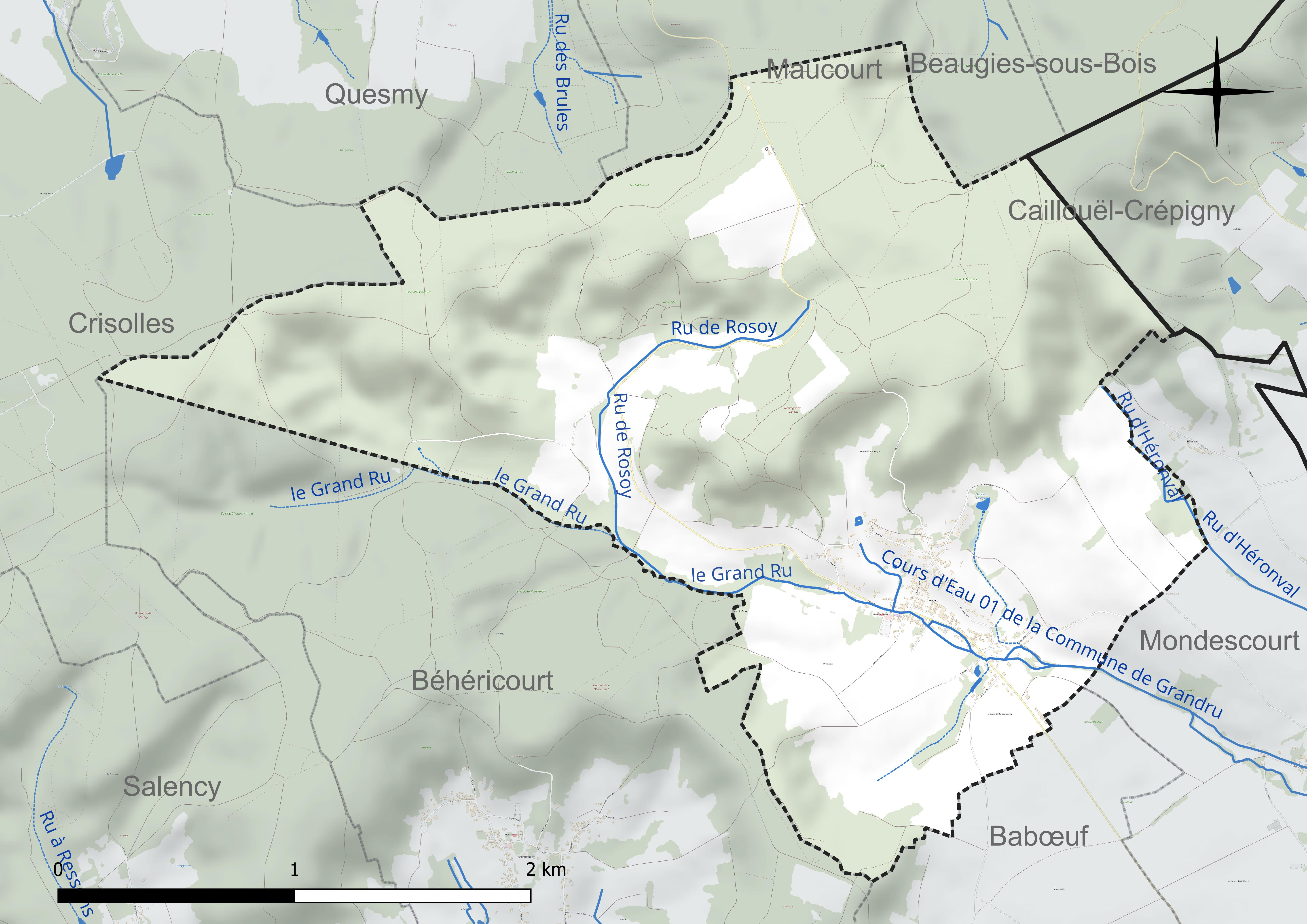
Réseau hydrographique de Grandrû.

#### Gestion et qualité des eaux
Le territoire communal est couvert par le schéma d'aménagement et de gestion des eaux (SAGE) « Sensée ». Ce document de planification concerne un territoire de 1 013 km2 de superficie, délimité par le bassin versant de l'Oise moyenne. Le périmètre a été arrêté le 24 avril 2017 et le SAGE est, en 2024, encore en élaboration. La structure porteuse de l'élaboration et de la mise en œuvre est le syndicat mixte du SAGE Oise-Moyenne (SMOM).
La qualité des cours d'eau peut être consultée sur un site dédié géré par les agences de l'eau et l'Agence française pour la biodiversité.

### Climat
Pour des articles plus généraux, voir Climat des Hauts-de-France et Climat de l'Oise.
En 2010, le climat de la commune est de type climat océanique dégradé des plaines du Centre et du Nord, selon une étude du CNRS s'appuyant sur une série de données couvrant la période 1971-2000. En 2020, Météo-France publie une typologie des climats de la France métropolitaine dans laquelle la commune est dans une zone de transition entre le climat océanique et le climat océanique altéré et est dans la région climatique Nord-est du bassin Parisien, caractérisée par un ensoleillement médiocre, une pluviométrie moyenne régulièrement répartie au cours de l'année et un hiver froid (3 °C).
Pour la période 1971-2000, la température annuelle moyenne est de 10,4 °C, avec une amplitude thermique annuelle de 15,6 °C. Le cumul annuel moyen de précipitations est de 755 mm, avec 11,7 jours de précipitations en janvier et 9,1 jours en juillet. Pour la période 1991-2020, la température moyenne annuelle observée sur la station météorologique la plus proche, située sur la commune de Chauny à 10 km à vol d'oiseau, est de 11,1 °C et le cumul annuel moyen de précipitations est de 709,9 mm,. Pour l'avenir, les paramètres climatiques de la commune estimés pour 2050 selon différents scénarios d'émission de gaz à effet de serre sont consultables sur un site dédié publié par Météo-France en novembre 2022.

## Urbanisme

### Typologie
Au 1er janvier 2024, Grandrû est catégorisée commune rurale à habitat dispersé, selon la nouvelle grille communale de densité à sept niveaux définie par l'Insee en 2022.
Elle est située hors unité urbaine. Par ailleurs la commune fait partie de l'aire d'attraction de Noyon, dont elle est une commune de la couronne,. Cette aire, qui regroupe 38 communes, est catégorisée dans les aires de moins de 50 000 habitants,.

### Occupation des sols

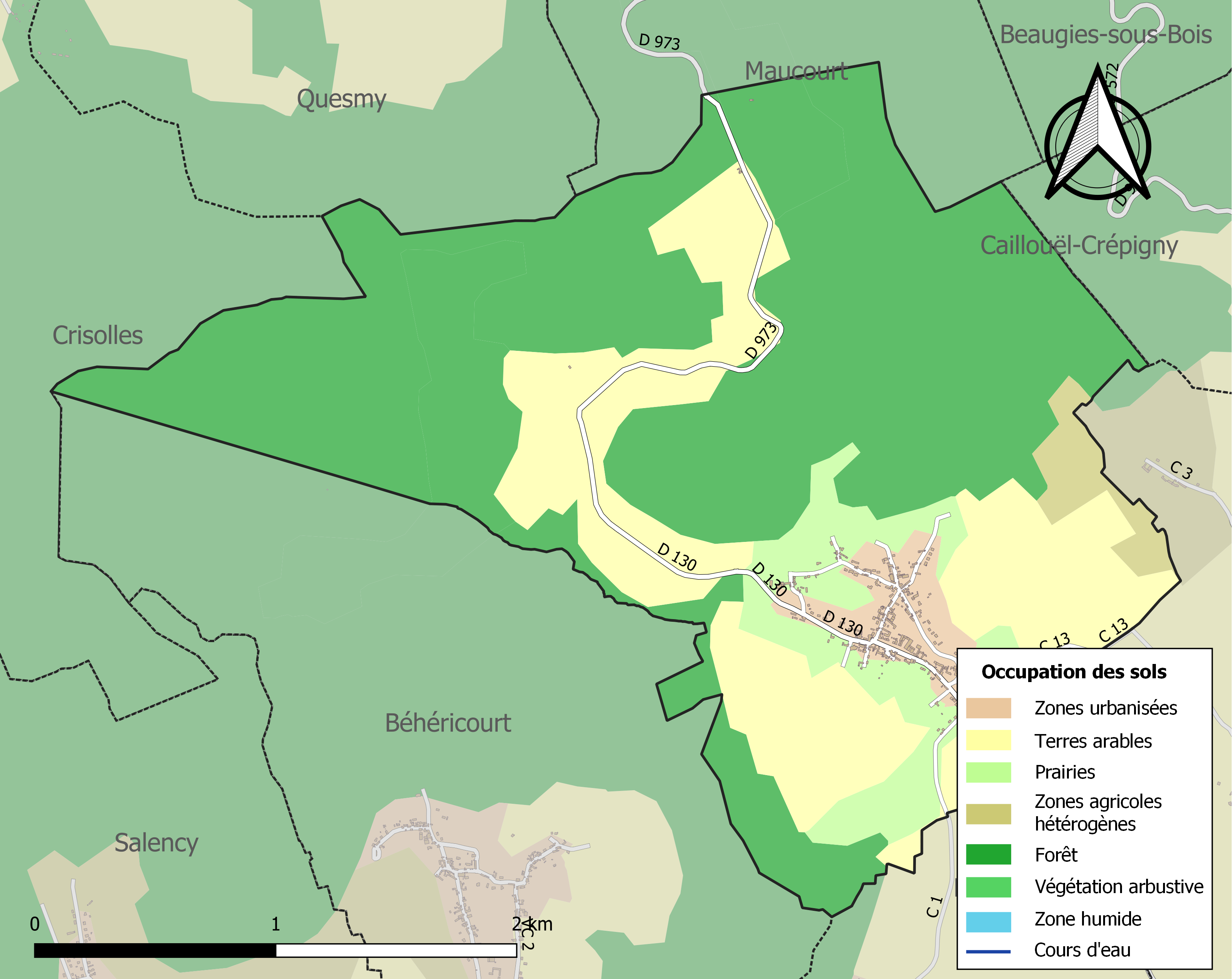
Carte des infrastructures et de l'occupation des sols de la commune en 2018 (CLC).

L'occupation des sols de la commune, telle qu'elle ressort de la base de données européenne d'occupation biophysique des sols Corine Land Cover (CLC), est marquée par l'importance des forêts et milieux semi-naturels (61,6 % en 2018), une proportion identique à celle de 1990 (61,6 %). La répartition détaillée en 2018 est la suivante : 
forêts (61,6 %), terres arables (24,6 %), prairies (8,1 %), zones urbanisées (3,5 %), zones agricoles hétérogènes (2,2 %). L'évolution de l'occupation des sols de la commune et de ses infrastructures peut être observée sur les différentes représentations cartographiques du territoire : la carte de Cassini (XVIIIe siècle), la carte d'état-major (1820-1866) et les cartes ou photos aériennes de l'IGN pour la période actuelle (1950 à aujourd'hui).

### Habitat et logement
En 2018, le nombre total de logements dans la commune était de 156, alors qu'il était de 146 en 2013 et de 137 en 2008.
Parmi ces logements, 91,6 % étaient des résidences principales, 1,9 % des résidences secondaires et 6,5 % des logements vacants. Ces logements étaient en quasi-totalité des maisons individuelles.
Le tableau ci-dessous présente la typologie des logements à Grandrû en 2018 en comparaison avec celle de l'Oise et de la France entière. Une caractéristique marquante du parc de logements est ainsi une proportion de résidences secondaires et logements occasionnels (1,9 %) inférieure à celle du département (2,5 %) et à celle de la France entière (9,7 %). Concernant le statut d'occupation de ces logements, 84,4 % des habitants de la commune sont propriétaires de leur logement (83,1 % en 2013), contre 61,4 % pour l'Oise et 57,5 % pour la France entière.
| Typologie                                               | Grandrû | Oise | France entière |
| ------------------------------------------------------- | ------- | ---- | -------------- |
| Résidences principales (en %)                           | 91,6    | 90,4 | 82,1           |
| Résidences secondaires et logements occasionnels (en %) | 1,9     | 2,5  | 9,7            |
| Logements vacants (en %)                                | 6,5     | 7,1  | 8,2            |

### Voies de communication et transports
La commune est desservie, en 2023, par la ligne 672 du réseau interurbain de l'Oise.

## Toponymie

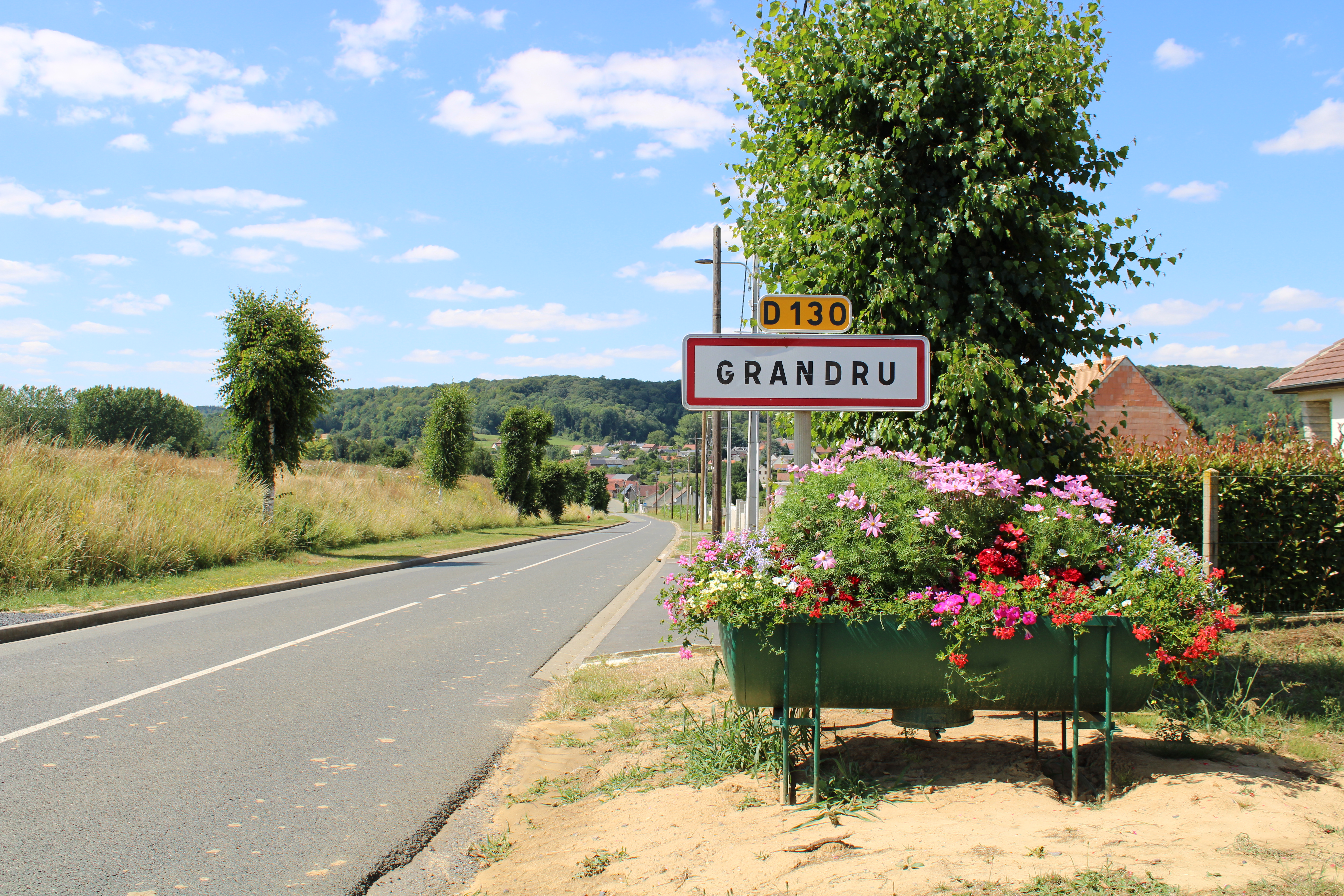
Entrée du village.

Le nom de la localité est attesté sous les formes Grandis rivus (902) sous le roi Charles III le Simple ; de grandi rivo (902) ; grandus rivus (1045) ; in Grandi rivio (1050) ; in grandi rivo (1128) ; Grant ru (1135) ; in valle de granru (1208) ; Grandi rivus (1222) ; Granru (1234) ; Grant ru empres noion (1377) ; Grand ruz (vers 1380) ; de Grandi rivo (1399) ; Grant ru les Noion (1413) ; Grant ru lez Noyon (1447) ; Grand Ru (vers 1530) ; Grand Ruz (vers 1530) ; Grandreu(1570) ; Grantru (1625) ; Grandru (1779).
Le village doit son nom au ruisseau, dit le Grand Rû, qui le traverse[réf. nécessaire]. Pour désigner un ruisseau le nom habituel est Rieu issu du latin rivu, le même sens qui a donné aussi Ru.
Le village de Grandrû est construit, en partie, sur les contreforts de la Montagne de Grandru attesté sous les formes Montagne de Grand Ru (XIXe) ; Montagne de Grandru (1960).

## Histoire

### Antiquité
Émile Coët indiquait  au XIXe siècle « On rencontre fréquemment sur le territoire de Grandrû des antiquités gallo-romaines.
Le moulin sur la montagne de Grandrû est à cent mètres d'altitude. On y a trouvé en 1834, des vases en terre, dont un de grande dimension qui renfermait un médaillon d'Antonin. Au lieu dit : le Cadeau, on a recueilli en 1846, un vase en terre grise contenant plus de neuf mille médailles romaines, de Constantin-le-Grand et de ses fils. [...] 
En 1859, le hasard a fait découvrir douze vases en bronze, ayant servi aux préparations culinaires ; ils étaient placés les uns au-dessus des autres, les grands recouvrant les petits. Leur examen attentif donna la certitude qu'ils étaient d'époque romaine. Ils ont été achetés par le comité archéologique de Noyon et déposés au musée ».

### Moyen Âge
En 902, le roi Charles III le Simple confirme la possession du village  par le chapitre de la cathédrale de Noyon, mais la nomination du curé relevait de l'abbaye Saint-Éloi de Noyon

### Temps modernes
Sous l'Ancien Régime, Grandrû  relevait du bailliage et de l'élection de Noyon.
La terre de Grandrû avait pour seigneurs ceux de Béhéricourt, les comtes d'Haulefort.
.

### Époque contemporaine
En 1851, Grandrû possède deux écoles, un terrain de jeu d'arc, 110 ha terrains en friche et quelques parcelles de marais. A cette époque, on compte à Grandrû un moulin à vent, trois moulins à eau et un moulin à huile. La population est essentiellement constituée de petits cultivateurs et de carriers
A la fin du XIXe siècle, les carrières de Grandrû produisaient des pavés de grès utilisés pour le pavage des rues.

Grandrû au tout début du XXe siècle
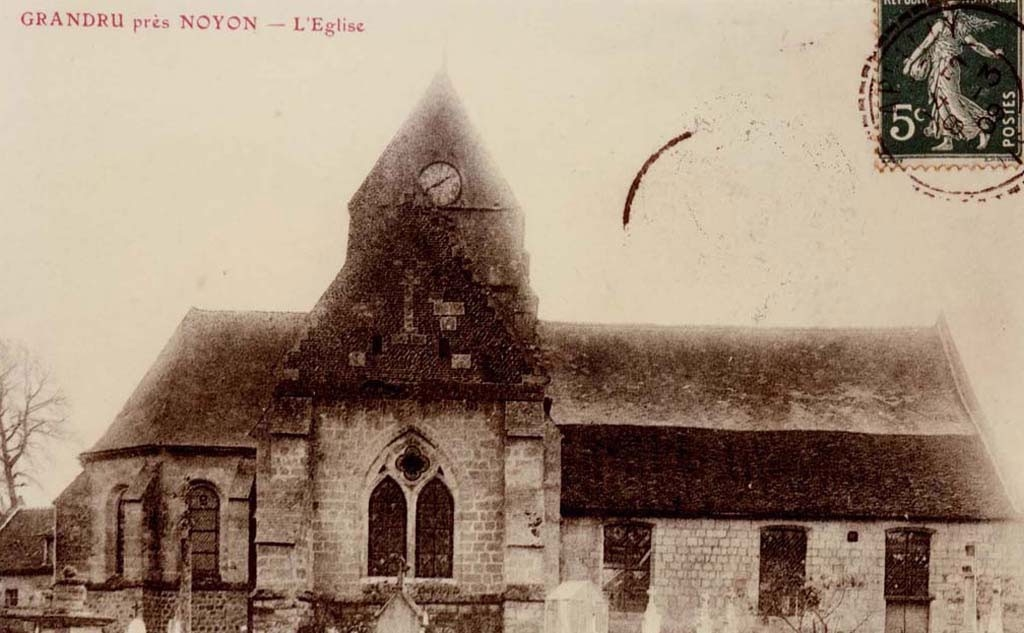
L'église avant 1914.
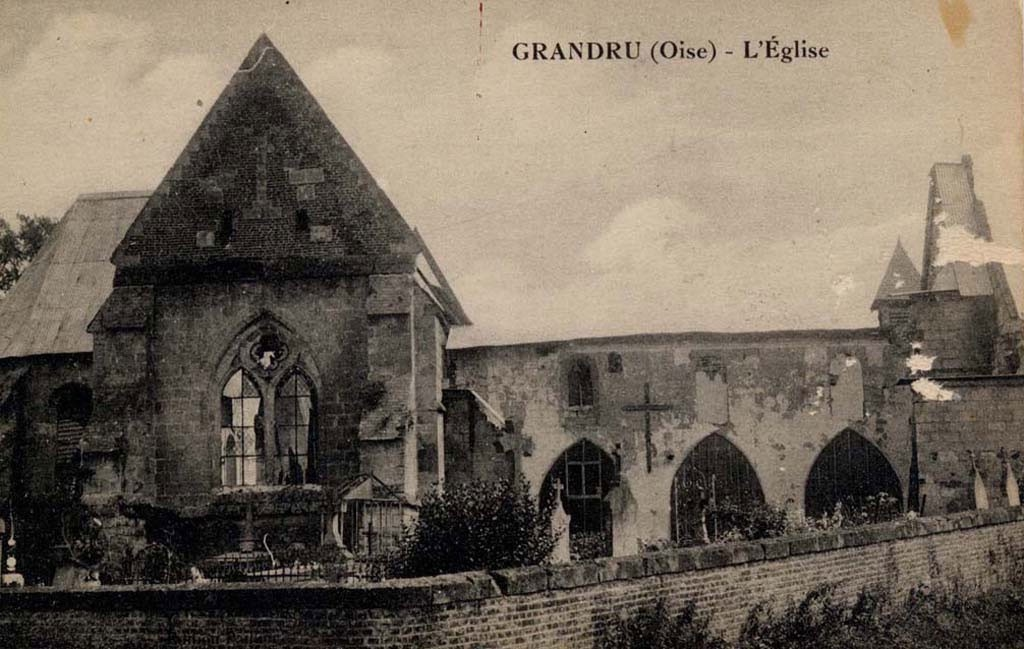
L'église après les destructions de la guerre 14/18.
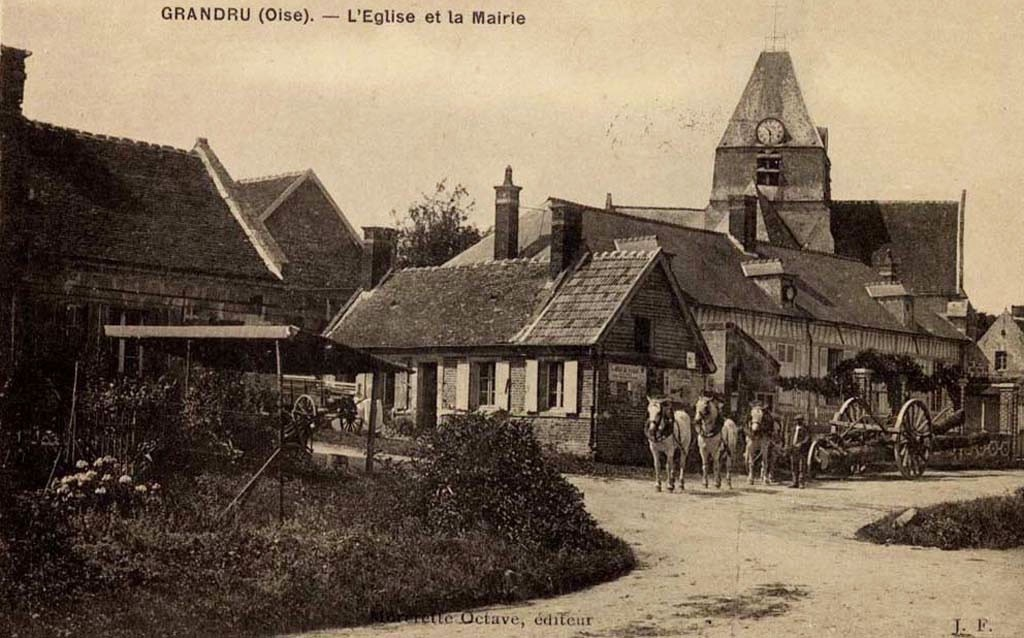
La mairie et l'église avant 1914.
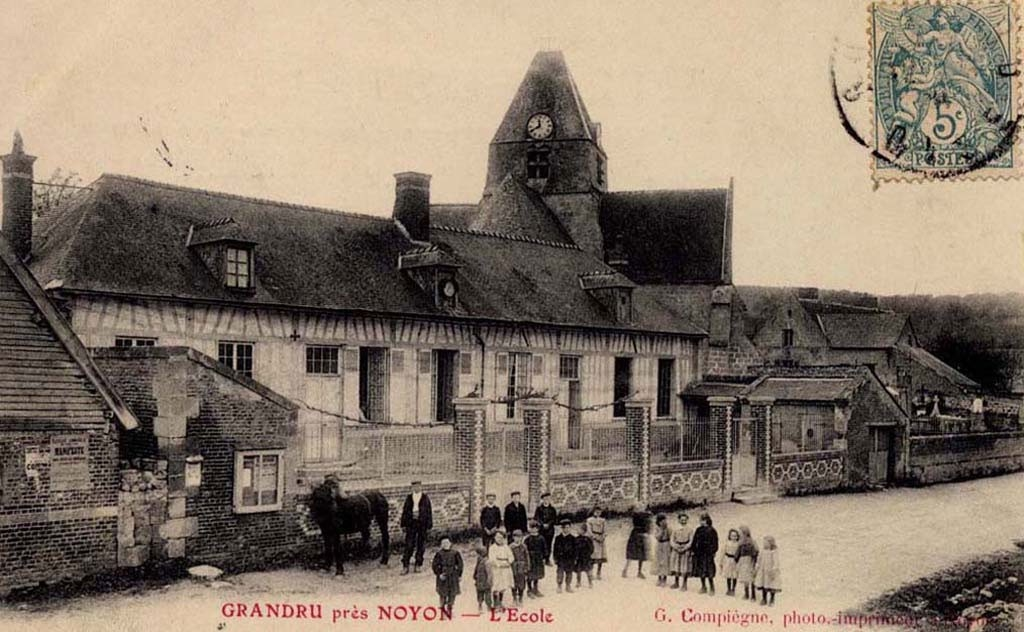
La mairie et l'école avant 1914 avant 1914.
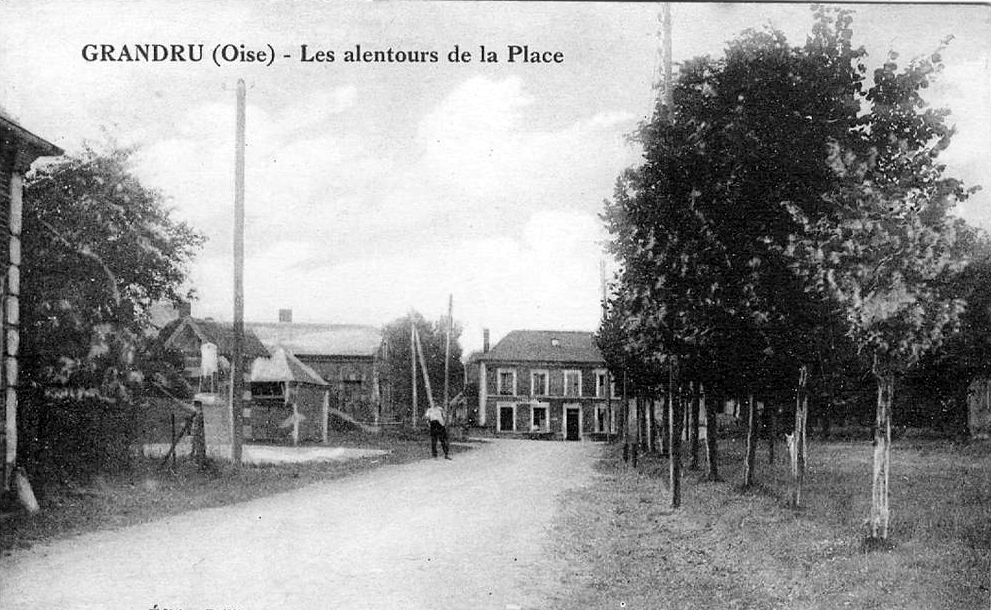
Les alentours de la Place.
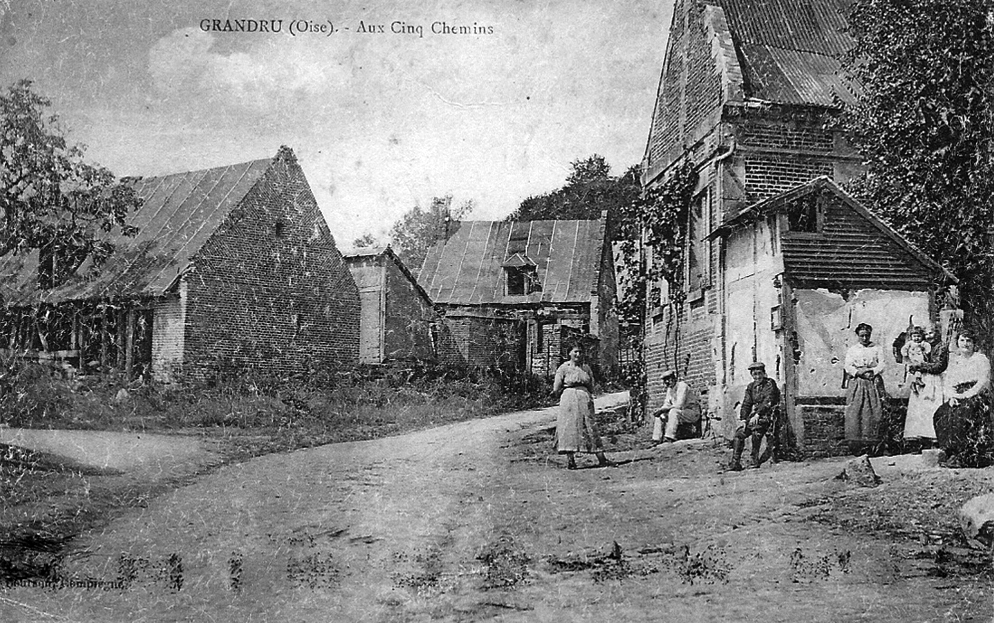
Le carrefour des Cinq-Chemins avant 1914.
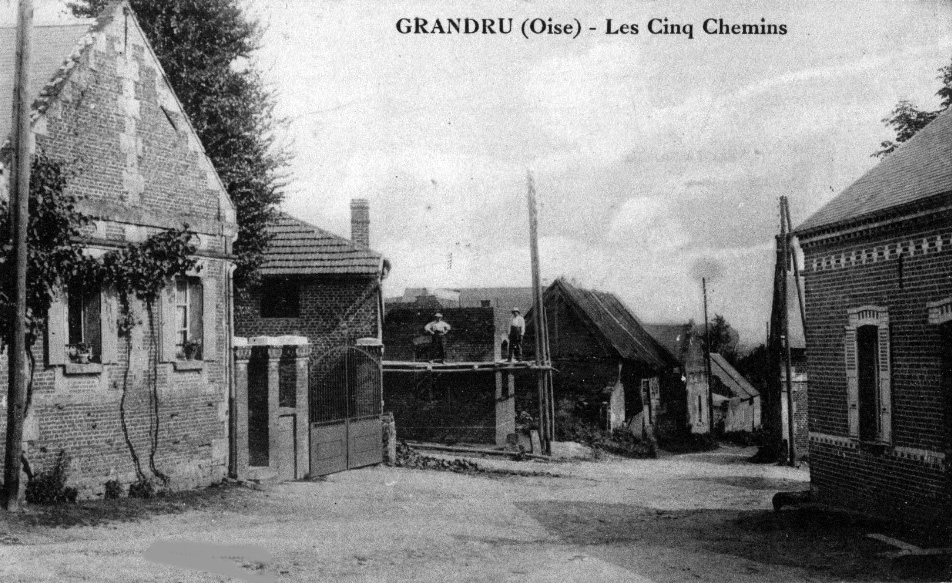
Le carrefour des Cinq-Chemins en reconstruction vers 1920.
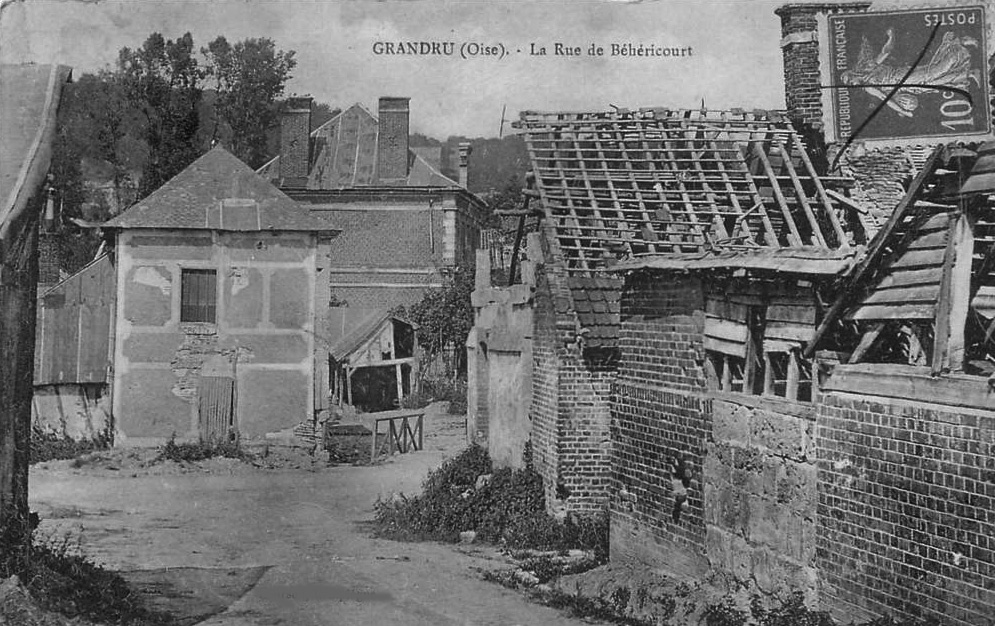
La rue de Béhéricourt.
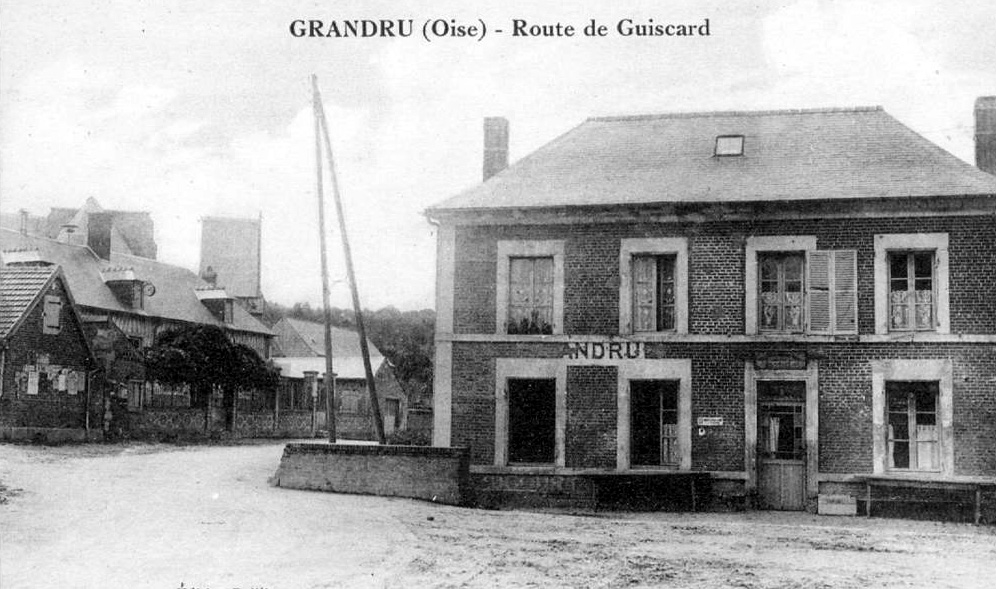
La route de Guiscard.
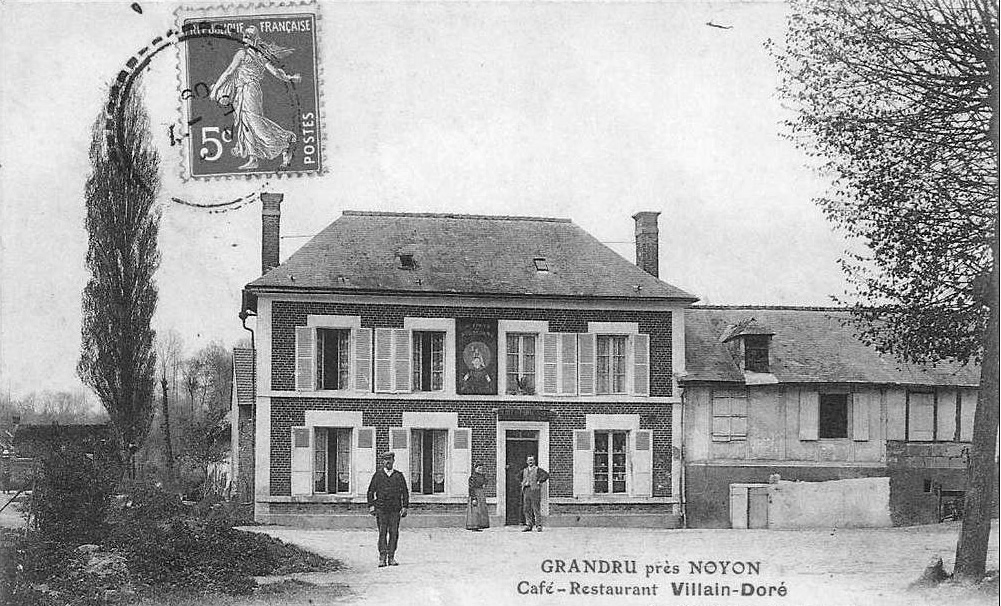
Café-restaurant Villain-Doré.
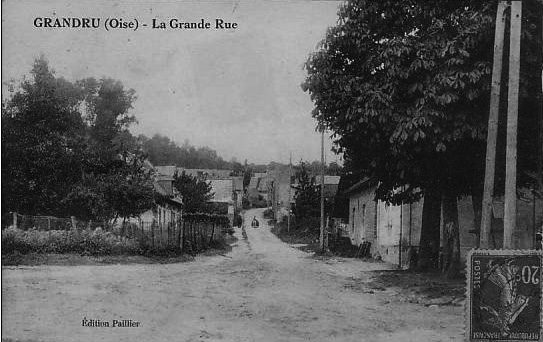
La Grande-rue.

Le village est considéré comme détruit à la fin de la Première Guerre mondiale et a  été décoré de la Croix de guerre 1914-1918, le 15 février 1921.

## Politique et administration

### Rattachements administratifs et électoraux

#### Rattachements administratifs
La commune se trouve dans l'arrondissement de Compiègne du département de l'Oise.
Elle faisait partie depuis 1801 du canton de Noyon. Dans le cadre du redécoupage cantonal de 2014 en France, cette circonscription administrative territoriale a disparu, et le canton n'est plus qu'une circonscription électorale.

#### Rattachements électoraux
Pour les élections départementales, la commune fait partie depuis 2014 d'un  nouveau canton de Noyon porté de 23 à 42 communes
Pour l'élection des députés, elle fait partie de la sixième circonscription de l'Oise.

### Intercommunalité
Grandrû est membre de la communauté de communes du Pays Noyonnais, un établissement public de coopération intercommunale (EPCI) à fiscalité propre créé en 1994 et auquel la commune a transféré un certain nombre de ses compétences, dans les conditions déterminées par le code général des collectivités territoriales.

### Liste des maires
| Période                                  | Période                   | Identité               | Étiquette | Qualité                                        |
| ---------------------------------------- | ------------------------- | ---------------------- | --------- | ---------------------------------------------- |
| Les données manquantes sont à compléter. |                           |                        |           |                                                |
|                                          |                           |                        |           |                                                |
| avant 1962                               |                           | Albert Signoray        |           |                                                |
|                                          |                           |                        |           |                                                |
| avant 1988                               |                           | Paul Leclercq          |           |                                                |
|                                          |                           |                        |           |                                                |
| mars 2001                                | En cours (au 6 juin 2023) | Jean-Claude Boisselier |           | Cadre retraité Réélu pour le mandat 2020-2026, |

## Équipements et services publics

### Enseignement
Les enfants de la commune sont scolarisés avec ceux de Babœuf et de Béhéricourt au sein d'un regroupement pédagogique intercommunal.

## Population et société

### Démographie

#### Évolution démographique
L'évolution du nombre d'habitants est connue à travers les recensements de la population effectués dans la commune depuis 1793. Pour les communes de moins de 10 000 habitants, une enquête de recensement portant sur toute la population est réalisée tous les cinq ans, les populations de référence des années intermédiaires étant quant à elles estimées par interpolation ou extrapolation. Pour la commune, le premier recensement exhaustif entrant dans le cadre du nouveau dispositif a été réalisé en 2007.

En 2022, la commune comptait 367 habitants, en évolution de +7,31 % par rapport à 2016 (Oise : +0,87 %, France hors Mayotte : +2,11 %).
| 1793 | 1800 | 1806 | 1821 | 1831 | 1836 | 1841 | 1846 | 1851 |
| ---- | ---- | ---- | ---- | ---- | ---- | ---- | ---- | ---- |
| 564  | 500  | 619  | 543  | 564  | 578  | 615  | 603  | 565  |

| 1856 | 1861 | 1866 | 1872 | 1876 | 1881 | 1886 | 1891 | 1896 |
| ---- | ---- | ---- | ---- | ---- | ---- | ---- | ---- | ---- |
| 524  | 520  | 491  | 421  | 401  | 351  | 342  | 344  | 348  |

| 1901 | 1906 | 1911 | 1921 | 1926 | 1931 | 1936 | 1946 | 1954 |
| ---- | ---- | ---- | ---- | ---- | ---- | ---- | ---- | ---- |
| 334  | 293  | 281  | 211  | 233  | 249  | 246  | 267  | 258  |

| 1962 | 1968 | 1975 | 1982 | 1990 | 1999 | 2006 | 2007 | 2012 |
| ---- | ---- | ---- | ---- | ---- | ---- | ---- | ---- | ---- |
| 263  | 201  | 200  | 208  | 269  | 252  | 272  | 275  | 312  |

| 2017 | 2022 | - | - | - | - | - | - | - |
| ---- | ---- | - | - | - | - | - | - | - |
| 348  | 367  | - | - | - | - | - | - | - |

#### Pyramide des âges
La population de la commune est relativement jeune.
En 2018, le taux de personnes d'un âge inférieur à 30 ans s'élève à 34,4 %, soit en dessous de la moyenne départementale (37,3 %). À l'inverse, le taux de personnes d'âge supérieur à 60 ans est de 20,8 % la même année, alors qu'il est de 22,8 % au niveau départemental.
En 2018, la commune comptait 176 hommes pour 176 femmes, soit un taux de 50 % de femmes, légèrement inférieur au taux départemental (51,11 %).
Les pyramides des âges de la commune et du département s'établissent comme suit.
| Hommes | Classe d’âge | Femmes |
| ------ | ------------ | ------ |
| 0,6    | 90 ou +      | 0,0    |
| 4,0    | 75-89 ans    | 3,5    |
| 18,5   | 60-74 ans    | 15,0   |
| 25,3   | 45-59 ans    | 22,5   |
| 17,8   | 30-44 ans    | 24,1   |
| 12,0   | 15-29 ans    | 10,3   |
| 21,7   | 0-14 ans     | 24,6   |

| Hommes | Classe d’âge | Femmes |
| ------ | ------------ | ------ |
| 0,5    | 90 ou +      | 1,4    |
| 5,5    | 75-89 ans    | 7,6    |
| 15,6   | 60-74 ans    | 16,3   |
| 20,8   | 45-59 ans    | 20     |
| 19,4   | 30-44 ans    | 19,4   |
| 17,6   | 15-29 ans    | 16,2   |
| 20,6   | 0-14 ans     | 19,1   |

## Culture locale et patrimoine

### Lieux et monuments
- Eglise Saint-Médard, largement détruite pendant la Première Guerre mondiale et restaurée avec intelligence. 
Elle est constituée d'une nef avec bas-côtés, d'un transept saillant et d'un chœur à chevet polygonal, construite à quatre époques différentes : la nef du XIIe siècle conserve un mur gouttereau dont les trois arcades reposent sur des piliers rectangulaires. Le transept, beaucoup plus haut, date de la fin du XIIIe ou du début du XIVe siècle. Le chœur ne doit pas être postérieur à la seconde moitié du XVIe siècle. La restauration d'après guerre a apporté une structure en béton armé dotée d'une haute tribune et portant un haut et élégant clocher en charpente et ardoises, imitation du précédent[34].

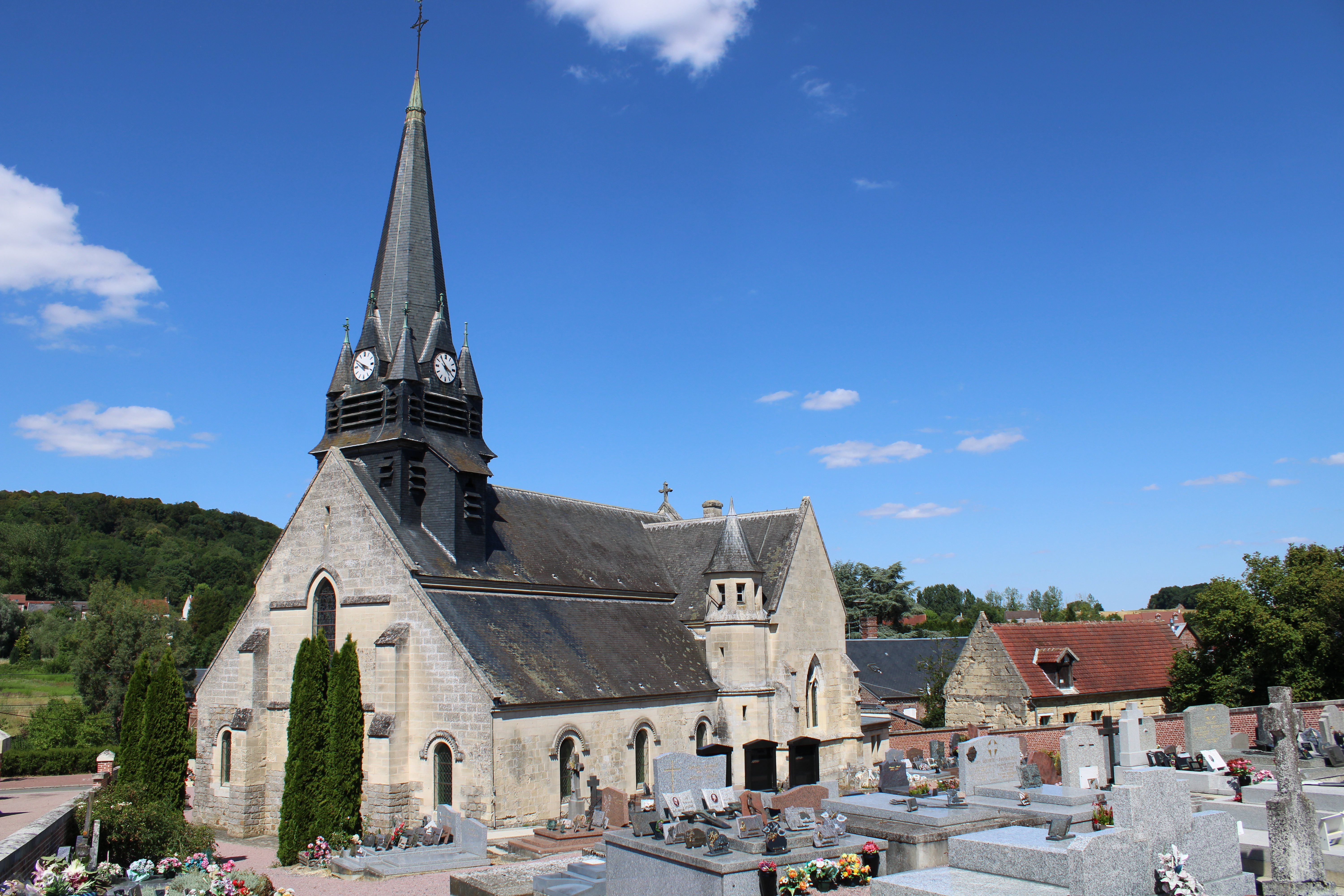
L'église St-Médard.
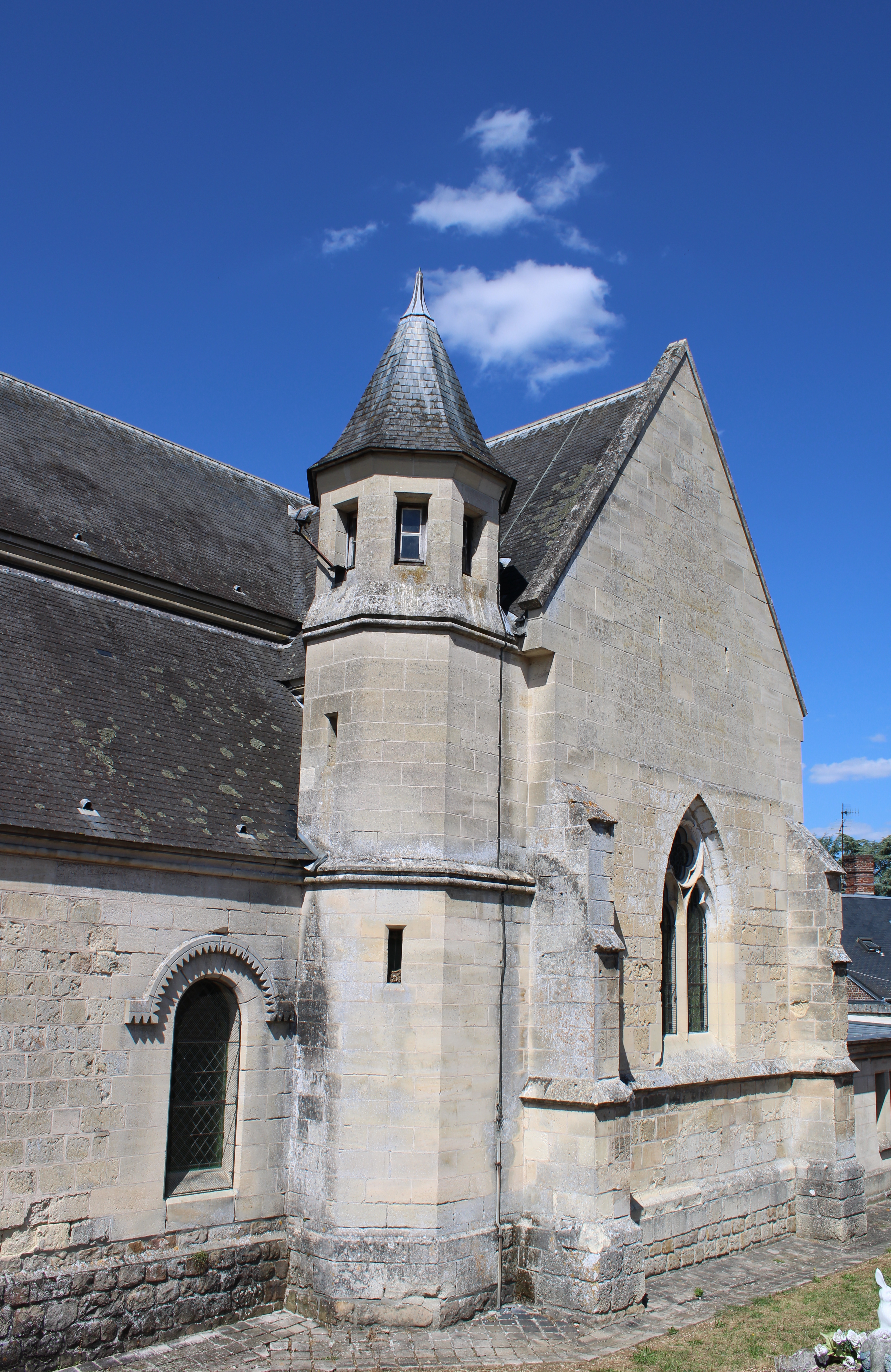
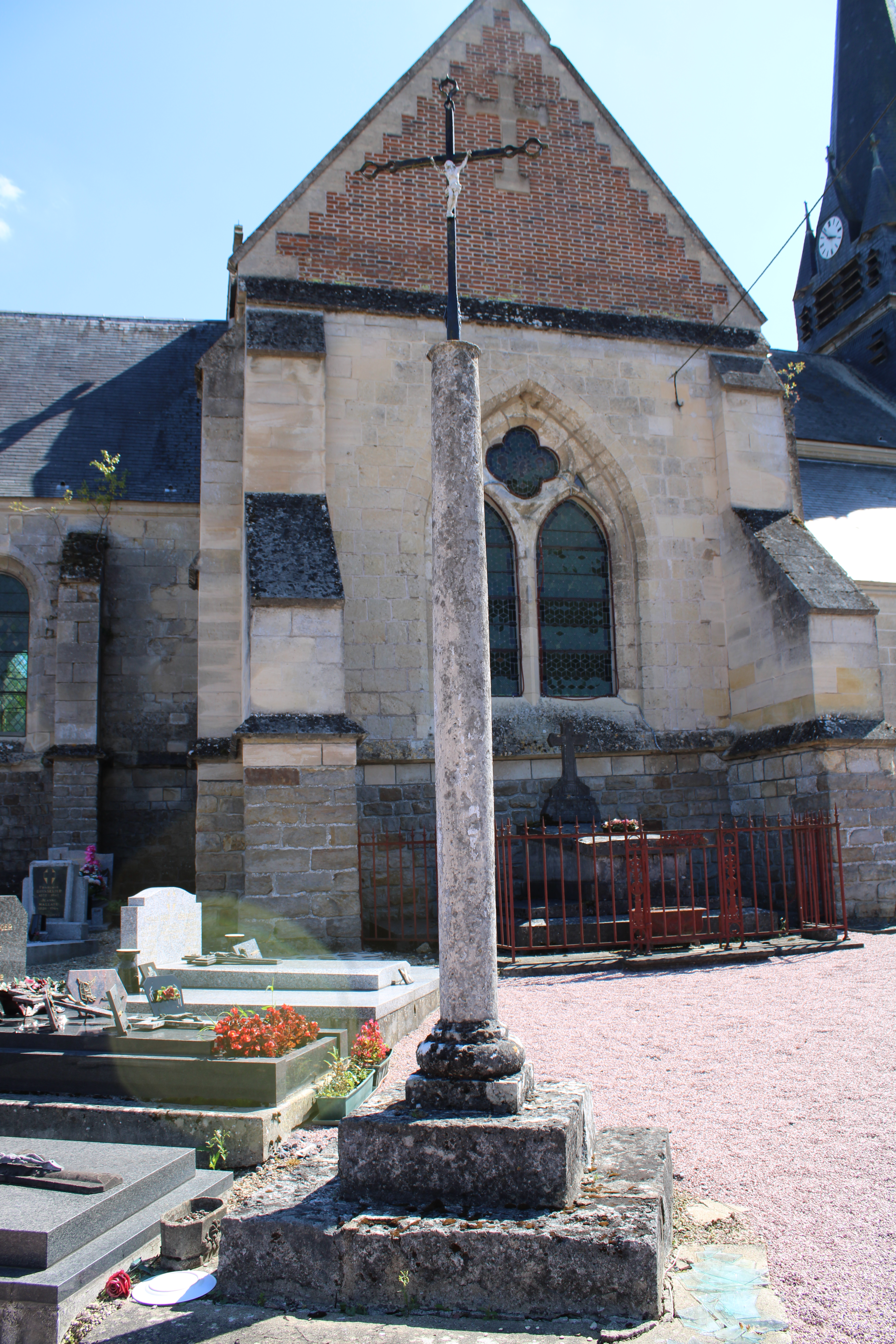
Le calvaire du cimetière.
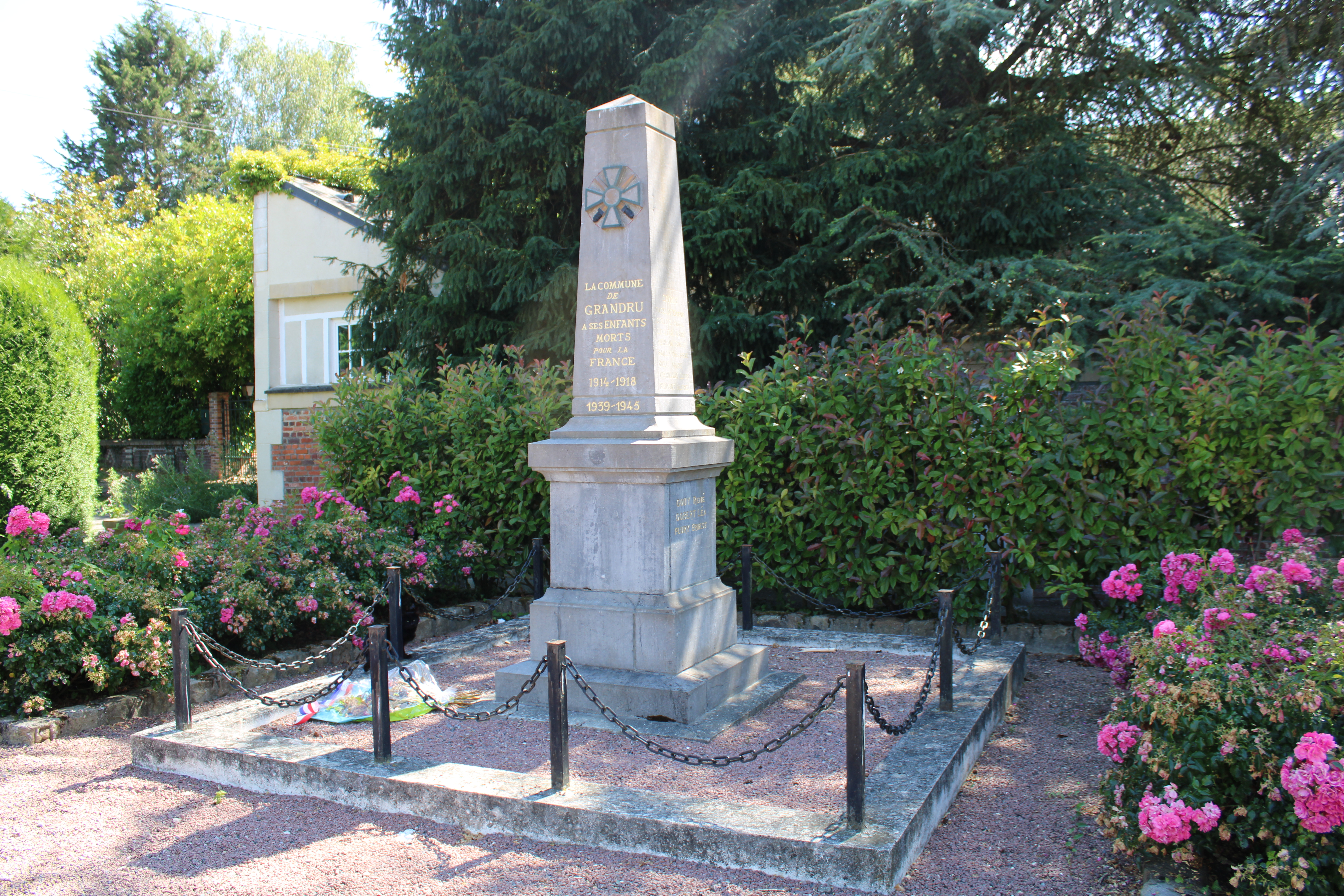
Le monument aux morts.

### Personnalités liées à la commune
- Olivier Raoux (1961-2011), décorateur, lauréat en 2008 du César des meilleurs décors pour le film La Môme d'Olivier Dahan, est né à Grandrû.

## Pour approfondir